# Bartošovce
Bartošovce (ungarisch Bartosfalva – bis 1907 Bartosfalu) ist eine Gemeinde im Osten der Slowakei mit 774 Einwohnern (Stand 31. Dezember 2024). Sie gehört zum Okres Bardejov, einem Kreis des Prešovský kraj, und wird zur traditionellen Landschaft Šariš gezählt.

## Geographie
Die Gemeinde befindet sich in den Niederen Beskiden, noch genauer im südwestlichen Teil des Berglands Ondavská vrchovina, am Oberlauf des Sekčov im Einzugsgebiet der Torysa, am Zusammenfluss mit dem Pastevník. Das Ortszentrum liegt auf einer Höhe von 358 m n.m. und ist 14 Kilometer von Bardejov entfernt (Straßenentfernung).
Nachbargemeinden sind Kľušov im Norden, Kobyly im Nordosten, Janovce im Osten, Vaniškovce und Osikov im Süden, Fričkovce im Südwesten, Hertník im Westen und Šiba im Nordwesten.

## Geschichte
Bartošovce wurde zum ersten Mal 1427 als Bárthusfalus schriftlich erwähnt, entstand aber schon im frühen 14. Jahrhundert und erhielt später auch deutsches Recht. Im Jahr der Ersterwähnung wurden 51 Porta verzeichnet. Im 15. Jahrhundert war das Dorf Besitz des Geschlechts Perényi, gefolgt vom Geschlecht Bornemissza im 16. und Forgách im 17. Jahrhundert.
1787 hatte die Ortschaft 54 Häuser und 367 Einwohner, 1828 zählte man 39 Häuser und 301 Einwohner, die als Schindler und Weber beschäftigt waren, in der ersten Hälfte des 19. Jahrhunderts standen je eine Eisenhütte und Papierfabrik im Ort.
Bis 1918 gehörte der im Komitat Sáros liegende Ort zum Königreich Ungarn und kam danach zur Tschechoslowakei beziehungsweise heute Slowakei. In der ersten tschechoslowakischen Republik wanderten viele Einwohner aus, andere arbeiteten als Bauarbeiter, Landwirte und Beschäftigte in umliegenden Industriebetrieben. Die örtliche Einheitliche landwirtschaftliche Genossenschaft (Abk. JRD) wurde im Jahr 1959 gegründet.

## Bevölkerung
| Jahr                | 1994 | 2004    | 2014    | 2024    |
| ------------------- | ---- | ------- | ------- | ------- |
| Anzahl der Personen | 707  | 724     | 718     | 774     |
| Unterschied         |      | +2,40 % | −0,82 % | +7,79 % |

| Jahr                | 2023 | 2024    |
| ------------------- | ---- | ------- |
| Anzahl der Personen | 758  | 774     |
| Unterschied         |      | +2,11 % |

Nach der Volkszählung 2011 wohnten in Bartošovce 724 Einwohner, davon 699 Slowaken und ein Ukrainer. 24 Einwohner machten keine Angabe zur Ethnie.
694 Einwohner bekannten sich zur römisch-katholischen Kirche, fünf Einwohner zur griechisch-katholischen Kirche sowie jeweils ein Einwohner zur Evangelischen Kirche A. B. und zur orthodoxen Kirche. Ein Einwohner war konfessionslos und bei 22 Einwohnern wurde die Konfession nicht ermittelt.

## Bauwerke
- römisch-katholische Kirche Mariä Geburt aus den Jahren 1610–12, mit dem gotischen Chor aus dem 15. Jahrhundert[6]

## Verkehr
Durch Bartošovce führt Straße 3. Ordnung 3493 zwischen Janovce (Anschluss an die Straße 2. Ordnung 545) und Hertník, zudem gibt es eine Haltestelle an der Bahnstrecke Kapušany pri Prešove–Bardejov.